# 亨利群島
66°53′S 120°38′E / 66.883°S 120.633°E
亨利群島（英語：Henry Islands）是南極洲的群島，位於亨利灣西部，由四座島嶼組成，該群島根據美國海軍拍攝的空中照片繪入地圖，現時由南極條約體系管理。